# Мотовилов, Анатолий Геннадьевич
Анато́лий Генна́дьевич Мотови́лов (1 июня 1946, Сталинск (ныне Новокузнецк), Кемеровская область, СССР — 21 декабря 1990) — советский хоккеист, нападающий, мастер спорта СССР международного класса.

## Биография
Анатолий Мотовилов — воспитанник детско-юношеской спортивной школы команды «Металлург» (Новокузнецк), за которую он начал играть в 1961 году. За время выступлений за команду «Металлург» (1961—1965) Анатолий Мотовилов забросил 23 шайбы.
В 1965—1978 годах Анатолий Мотовилов выступал за команду «Динамо» (Москва), забросив 176 шайб в 471 матче чемпионата СССР. За это время в составе своей команды он четыре раза становился серебряным призёром и шесть раз — бронзовым призёром чемпионата СССР, четыре раза — в 1966, 1967, 1968 и 1971 годах — был включён в список лучших хоккеистов сезона. Его партнёрами по тройке нападения в разные годы были Валентин Чистов, Валентин Григорьев, Виктор Шилов, Александр Сакеев, Александр Мальцев, Юрий Чичурин, Юрий Репс и Игорь Самочёрнов.
В составе сборной СССР Анатолий Мотовилов в 1965—1972 годах сыграл в шестнадцати матчах и забросил четыре шайбы. В частности, он принимал участие в турнире на призы газеты «Известия» 1971 года, проведя две игры, а также в турне сборной СССР по Канаде в январе 1969 года (шесть игр). Также провёл 33 игры за вторую сборную СССР и забросил 13 шайб.
По совокупности выступлений за клубы Москвы и Новокузнецка Анатолий Мотовилов входил в сотню самых результативных игроков чемпионата страны — «Клуб 100 бомбардиров».
В 1986—1990 годах Анатолий Мотовилов работал старшим тренером хоккейной команды «Металлург» (Новокузнецк).
Погиб в автокатастрофе 21 декабря 1990 года. Похоронен на Ваганьковском кладбище (участок № 50).

## Достижения
- Победитель турнира на призы газеты «Известия» (в составе сборной СССР) — 1971[1].
- Серебряный призёр чемпионата СССР — 1971, 1972, 1977, 1978[1].
- Бронзовый призёр чемпионата СССР — 1966, 1967, 1968, 1969, 1974, 1976[1].
- Обладатель Кубка СССР — 1972, 1976[2].
- Финалист Кубка СССР — 1966, 1969, 1970, 1974[2].
- Чемпион II зимней Спартакиады народов СССР (1966)[2].
- Обладатель Кубка Торонто — 1971, 1972[1].
- Обладатель Кубка Ахерна — 1975, 1976[1].